# Vivy (Bouillon)
Pour les articles homonymes, voir Vivy (homonymie).
Vivy (en wallon Vivî) est un village belge faisant partie de la ville de Bouillon, en Région wallonne et province de Luxembourg.
C'était une commune à part entière avant la fusion des communes de 1977.

## Étymologie
Le mot Vivy vient de vivier (en wallon vivî), un étang spécialement aménagé pour la pisciculture,.

## Géographie
Il se situe sur la route qui descend de Carlsbourg à Rochehaut, à quelque 13 kilomètres au nord-ouest de Bouillon.

## Démographie
- Source: INS recensements population
- 1866: Scission de Rochehaut

## Histoire
La commune fut créée sous le régime français par la fusion des localités de Vivy-Haut, Vivy-Bas, Mogimont et Rochehaut. Le nom de la paroisse devient celui de la commune.
Rattachée au département des Ardennes, puis au duché de Bouillon brièvement reconstitué en 1815, Vivy est transféré à la province de Luxembourg après 1839. Peu après, le 1er juillet 1858, il est amputé de Rochehaut, érigé en commune.

## Patrimoine et culture

### Patrimoine architectural
- Église Saint Nicolas. Édifice de style néo-gothique construit en 1863, alliant schiste et pierre calcaire. Choœur dirigé vers le nord-est. Ajout d'une sacristie sur le côté droit du chœur en 1911[3].
- Au rayon du patrimoine disparu, Vivy eut son observatoire construit par son propriétaire Albert Gillissen.